# Mont Blanc du Tacul
Mont Blanc du Tacul (4248 m n. m.) je hora v Montblanském masivu v Grajských Alpách. Leží na území Francie v regionu Rhône-Alpes (departement Horní Savojsko). Nachází se mezi Aiguille du Midi a Mont Blancem. Na vrchol je možné vystoupit z Refuge Les Cosmiques (3613 m n. m.) na francouzské straně a z Rifugio Torino (3322 m n. m. a 3375 m n. m., 2 budovy) na straně italské.

## Horolezectví
Na vrchol jako první vystoupili 8. srpna 1855 Charles Hudson, Edward John Stevenson, Christopher, James Grenville Smith, E. S. Kennedy, Charles Ainslie a G. C. Joad.
Výstup na Mont Blanc du Tacul je součástí oblíbené horolezecké túry ze sedla Midi, která pokračuje dále přes Mont Maudit na Mont Blanc. Je to nejtěžší ze čtyř tak zvaných normálních směrů na nejvyšší horu Evropy.
Pod východními srázy nad ledovcem Vallée Blanche stojí skupina žulových skalních věží souhrnně nazvaných Satelity Taculu, které jsou oblíbeným horolezeckým cílem: Grand Capucin (3838 m n. m.), Petit Capucin (3693 m n. m.), Pointe Lachenal (3613 m n. m.), Gros Rognon (3541 m n. m.), Pointe Adolphe Rey (3536 m n. m.), Chat (3500 m n. m.), Clocher (3853 m n. m.), Trident (3639 m n. m.m), Pyramide du Tacul (3468 m n. m.) a Chandelle du Tacul (3561 m n. m.).

## Lyžování
Ledovec Mer de Glace pod Mont Blanc du Tacul patří mezi nejdelší a nejkrásnější lyžařské sjezdy ve volném terénu v Alpách. Sjezd začíná u lanovek Aiguille du Midi nebo Helbroner a obě varianty se spojují pod Mont Blanc du Tacul v údolí Vallée Blanche. Sjezd poté vede společně na konec ledovce pod nádraží Montenvers, kam se dá vyjet lanovkou, nebo lesem až do Chamonix. Celkem měří dvacet kilometrů a překonává převýšení 2600 metrů.

## Lanovka
Pod Mont Blanc du Tacul projíždí visutá lanovka mezi Aiguille du Midi (Francie) a Helbroner (Itálie), která je součástí soustavy lanovek z Chamonix do Courmayeuru.